# Ctenomys steinbachi
Туко-туко Штайнбаха (Ctenomys steinbachi) — вид гризунів родини тукотукових, який є ендемічним для департаменту Санта-Крус у Болівії. Живе на висотах від 400 до 500 м над рівнем моря.

## Етимологія
Вид названий на честь доктора Хосе Штайнбаха (José Steinbach, 1856—1929), який був колекціонером в Аргентині. 

## Поведінка
Рийний, рослиноїдний вид, що вживає підземні бульби і корені. Колонії проживають в районах з пухким ґрунтом, що не часто підтоплюється. Був зафіксований у саванах, на плантаціях цукрової тростини, в районах випасання худоби та інших сільськогосподарських робіт. 